# Sistotrema biggsiae
Sistotrema biggsiae é uma espécie de fungo pertence à família Hydnaceae.